# NGC 2824
NGC 2824 je galaksija u zviježđu Raku.

## Vanjske poveznice
- SEDS: NGC 2824